# Riker Hylton
Riker Hylton (13 dicembre 1988) è un velocista giamaicano.

## Palmarès
| Anno | Manifestazione      | Sede     | Evento      | Risultato  | Prestazione | Note |
| ---- | ------------------- | -------- | ----------- | ---------- | ----------- | ---- |
| 2011 | Campionati CAC      | Mayagüez | 400 m piani | 4º         | 46"02       |      |
| 2011 | Campionati CAC      | Mayagüez | 4×400 m     | Bronzo     | 3'02"00     |      |
| 2011 | Mondiali            | Taegu    | 400 m piani | Semifinale | 46"99       |      |
| 2011 | Mondiali            | Taegu    | 4x400 m     | Bronzo     | 3'00"10     |      |
| 2015 | Giochi panamericani | Toronto  | 4x400 m     | 6º         | 3'01"97     |      |
| 2015 | Campionati NACAC    | San José | 4x400 m     | 5º         | 3'06"79     |      |